# Sablatnig SF 8
Die Sablatnig SF 8 war ein deutsches Militärflugzeug des Ersten Weltkriegs. Nach der Flugzeug-Gruppeneinteilung der Kaiserlichen Marine gehörte sie zu den unbewaffneten zweisitzigen Schwimmerflugzeugen (B-Typen). Sie war das letzte von der Sablatnig Flugzeugbau GmbH entwickelte Seeflugzeug.

## Entwicklung
Die Konstruktion wurde unter der technischen Leitung von Hans Seehase durchgeführt, nachdem am 6. Oktober 1917 von der Marineleitung eine Bestellung über drei Exemplare erteilt worden war. Dem vorgesehenen Verwendungszweck als Schulflugzeug geschuldet wurde die Konstruktion robust gehalten und ein Doppelsteuer für die hintereinander in zwei getrennten Kabinen sitzende Besatzung sowie gekoppelte Gashebel vorgesehen. Die drei Flugzeuge erhielten die Marinenummern 2020–2022, wobei Nummer 2021 als Erste am 14. Januar 1918 an das Seeflugzeug-Versuchs-Kommando (SVK) in Warnemünde übergeben und am 1. Februar abgenommen wurde. Nach der erfolgreichen Erprobung erging noch im Februar ein Serienauftrag über 30 weitere SF 8. Dafür wurden Sablatnig die Nummern 6001–6030 zugeteilt und die Flugzeuge von Juni bis September 1918 ausgeliefert. Mindestens eine SF 8 erhielt 1919 anstelle des hinteren Beobachtersitzes eine überdachte Fluggastkabine.

## Technische Daten
| Kenngröße             | Daten                                                                                              |
| --------------------- | -------------------------------------------------------------------------------------------------- |
| Besatzung             | 2                                                                                                  |
| Spannweite            | 16,00 m (oben) 15,80 m (unten)                                                                     |
| Länge                 | 10,2 m (gesamt) 8,50 m (Rumpf)                                                                     |
| Höhe                  | 3,8 m                                                                                              |
| Flügelfläche          | 54,60 m²                                                                                           |
| Flächenbelastung      | 29,00 kg/m²                                                                                        |
| Leistungsbelastung    | 9,63 kg/PS                                                                                         |
| Leermasse             | 1183 kg                                                                                            |
| Zuladung              | 391 kg                                                                                             |
| Startmasse            | 1574 kg                                                                                            |
| Antrieb               | zwei wassergekühlte Sechszylinder-Reihenmotoren Benz Bz III                                        |
| Nennleistung          | 150 PS (110 kW) bei 1420/min                                                                       |
| Höchstgeschwindigkeit | 130 km/h in Bodennähe                                                                              |
| Landegeschwindigkeit  | 77 km/h                                                                                            |
| Reisegeschwindigkeit  | 110 km/h                                                                                           |
| Steigzeit             | 11,3 min auf 800 m Höhe 14,7 min auf 1000 m Höhe 24,8 min auf 1500 m Höhe 38,7 min auf 2000 m Höhe |
| Dienstgipfelhöhe      | 2800 m                                                                                             |
| Bewaffnung            | –                                                                                                  |